# Hertogdom Prudnik
Het hertogdom Prudnik is een voormalig hertogdom in Silezië, dat bestond van 1318 tot 1424 onder de heerschappij van de Silezische Piasten.

## Geschiedenis
Hij regeerde over het hertogdom tot 1337, toen hij werd gedwongen om Prudnik aan Bolesław van Falkenberg te geven. Het hertogdom keerde terug onder de heerschappij van Nicolaas in 1361 dankzij zijn huwelijk met Juta, de prinses van Niemodlin en dochter van Bolesław.
Na de dood van weduwe van Wladislaus II van Oppeln tegen 1424, erfden Bernard van Falkenberg en zijn broer Bolko IV van Opole haar bruidspaarland, Głogówek, dat aan het einde van dat jaar werd gegeven aan Bolko IV zoon, Bolko V de Hussiet.
In 1424 werd Bolko V de Hussiet de onafhankelijke heerser over Głogówek en Prudnik dankzij het ontslag van zowel zijn vader als oom Bernard, en zo werd het verenigde hertogdom Głogówek en Prudnik gevormd.

## Lijst van heersers
1. Bolesław van Falkenberg (1337–1361)
2. Nicolaas II van Troppau (1361–1365)
3. Bolesław II van Falkenberg, Wenceslaus van Falkenburg, Hendrik I van Falkenberg (1365–1367)
4. Bolesław II van Falkenberg (1367–1367/8)
5. Hendrik I van Falkenberg (1367/8–1382)
6. Wladislaus II van Oppeln (1382–1388)
7. Hendrik VIII de Huismus (1388–1397)
8. Catherine de Oppeln (1397–1420)
9. Bernard van Falkenberg (1420–1424)